# Abbazia di Rosazzo
L'abbazia di Rosazzo è un complesso abbaziale situato nel territorio dei colli orientali del Friuli, nella frazione di Rosazzo del comune di Manzano, in provincia di Udine. Di fondazione molto antica, ha subito nei secoli varie traversie, mantenendo comunque intatta la propria integrità complessiva. Oggi è sede di un centro culturale. Di particolare interesse storico e artistico è la chiesa abbaziale dedicata a san Pietro Apostolo, risalente all'XI secolo e decorata internamente da affreschi del Cinquecento.

## Storia

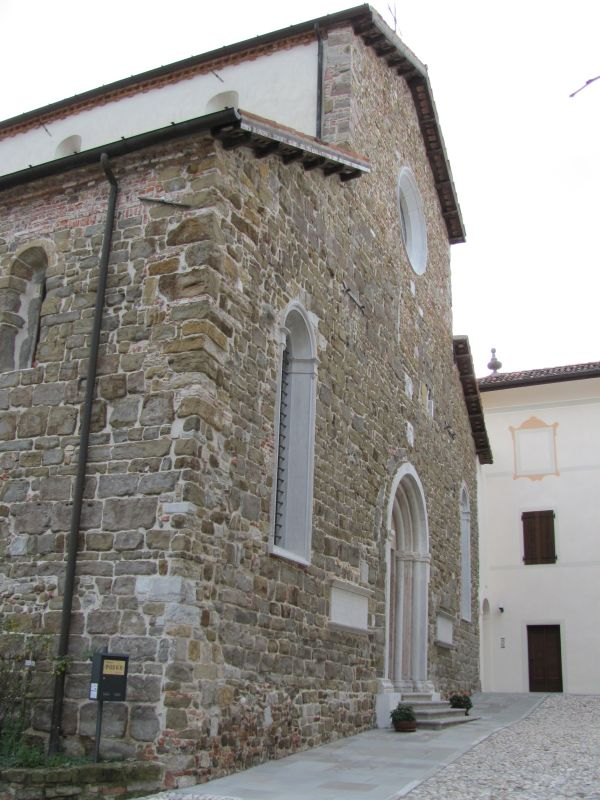
Facciata della chiesa abbaziale di San Pietro.

Le origini dell'abbazia essendo incerte ed oscure fanno riferimento alla leggenda e alla tradizione popolare. Nel IX secolo un eremita di nome Alemanno si stabilisce sul colle erigendovi un piccolo oratorio che nel corso dei secoli successivi diventerà un vero e proprio monastero (monasterium rosarum) affidato ai canonici agostiniani.
Nel 1070 viene consacrata l'annessa chiesa di San Pietro apostolo. Intorno all'anno 1090, grazie al patriarca ed abate di San Gallo Ulrico di Eppenstein, avviene l'elevazione al rango abbaziale e l'anno dopo il subentro agli agostiniani dei monaci benedettini provenienti dall'abbazia di Millstatt. Sotto la regola benedettina, che vi rimase per oltre 300 anni, l'abbazia assunse un ruolo sempre più importante espandendo la propria influenza oltre il territorio circostante. Grazie ai lasciti e alle donazioni fatte dai principali feudatari dell'epoca acquisì il controllo su proprietà e privilegi che andavano dal Collio all'Istria ed a Tarvisio. Il potere raggiunto era tale che papa Innocenzo IV nel 1245 decise di rendere autonoma l'abbazia e di metterla sotto la diretta autorità papale. All'abate furono concessi privilegi vescovili e civili, in questi ultimi affiancato da un governatore che si occupava anche di amministrare la giustizia.
La difesa militare dell'abbazia fu affidata alla vicina città di Cividale che provvide a fortificarla. La fase espansiva terminò nel 1391 quando il monastero venne affidato in commendam all'arcivescovo di Ravenna ed in seguito ai veneziani, che nel 1420 avevano invaso tutto il Friuli. In seguito a ciò, nel 1522, avvenne anche il ritiro dei benedettini, ai quali subentrarono i domenicani. Nel 1509, fra l'altro, dopo varie vicende di guerre e razzie, un incendio aveva completato l'opera di rovina. Solo vent'anni più tardi, con l'ingresso dei domenicani, ebbe inizio la rinascita del complesso abbaziale per merito dell'abate commendatario Giovanni Matteo Giberti, il quale si avvalse dell'ausilio di Venceslao Boiani, architetto cividalese.
Nel 1823 il vescovo Emanuele Lodi trasformò l'abbazia in residenza estiva dei vescovi di Udine, mentre il vescovo di Udine veniva insignito del titolo nobiliare di Marchese di Rosazzo, titolo che verrà poi riconosciuto nel 1927 anche dal Regno d'Italia. Grazie all'arcivescovo Alfredo Battisti si verifica la rinascita di Rosazzo: dopo il terremoto del Friuli del 1976, fu suo l'interessamento per far includere l'edificio nelle opere da ripristinare. Attualmente, il monastero opera come centro culturale, ospitando anche convegni, seminari, mostre e dibattiti.

## Struttura e opere

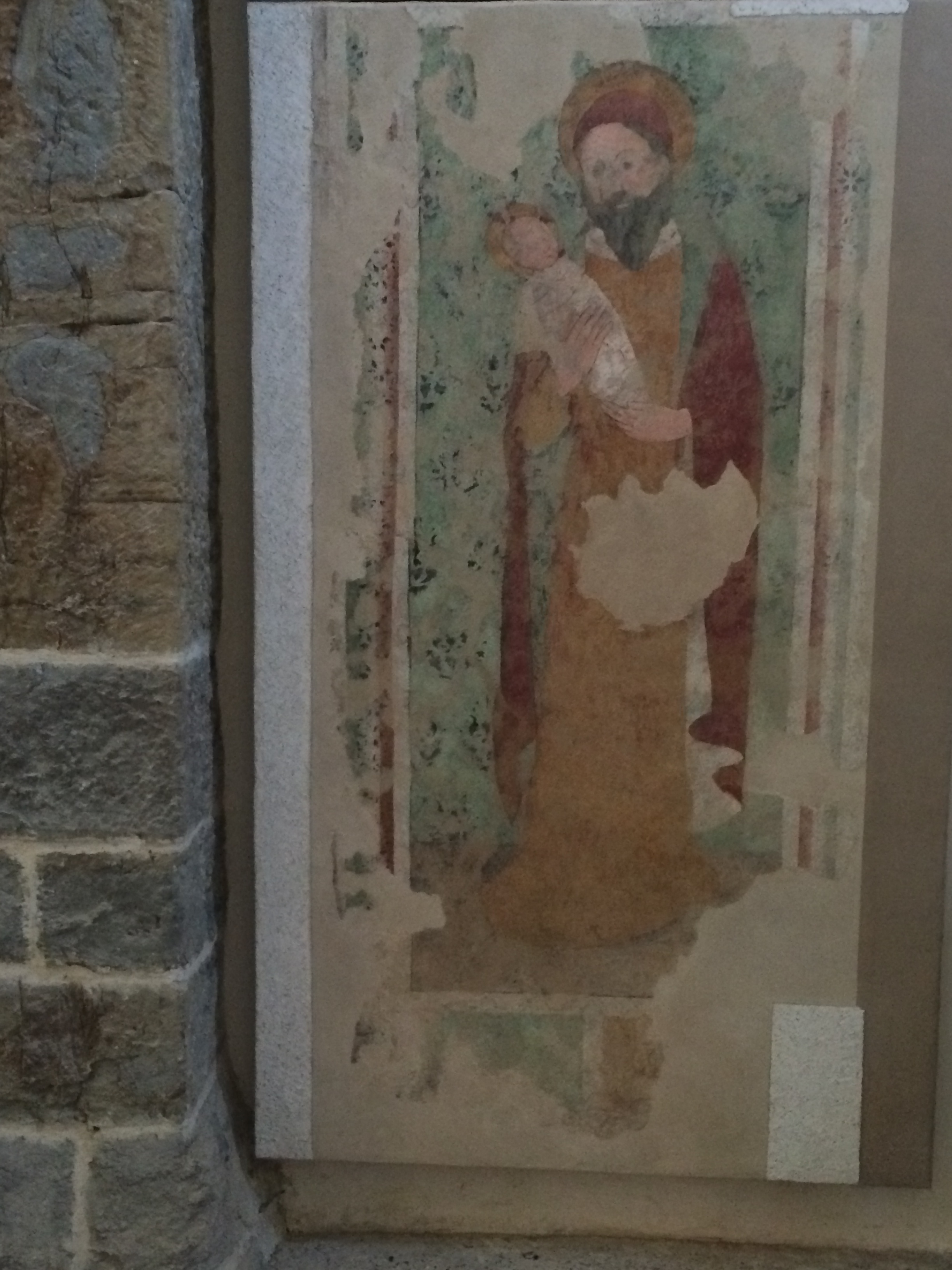
Affresco conservato nella chiesa

L'abbazia si articola su un complesso di edifici incentrati sulla chiesa dedicata a san Pietro Apostolo, perno dell'abbazia. A fianco della chiesa sono posti un chiostro e la cappella della Crocifissione, mentre negli edifici attigui si trovano gli ambienti ordinari di un monastero: sala del capitolo, dormitorio, refettorio e altri locali. Sono inoltre presenti dei giardini pensili e un belvedere. Di particolare interesse è la chiesa di San Pietro Apostolo, edificata all'inizio dell'XI secolo. L'edificio risponde ai canoni dell'architettura romanica e porta i segni delle varie ristrutturazioni avvenute nel tempo, dal Cinquecento all'Ottocento. La facciata è a salienti e appare come un paramento omogeneo in blocchi di pietra a vista, sul quale si aprono solamente il portale d'ingresso, il rosone sovrastante e due monofore ai lati. All'interno si sviluppa su una pianta a tre navate.

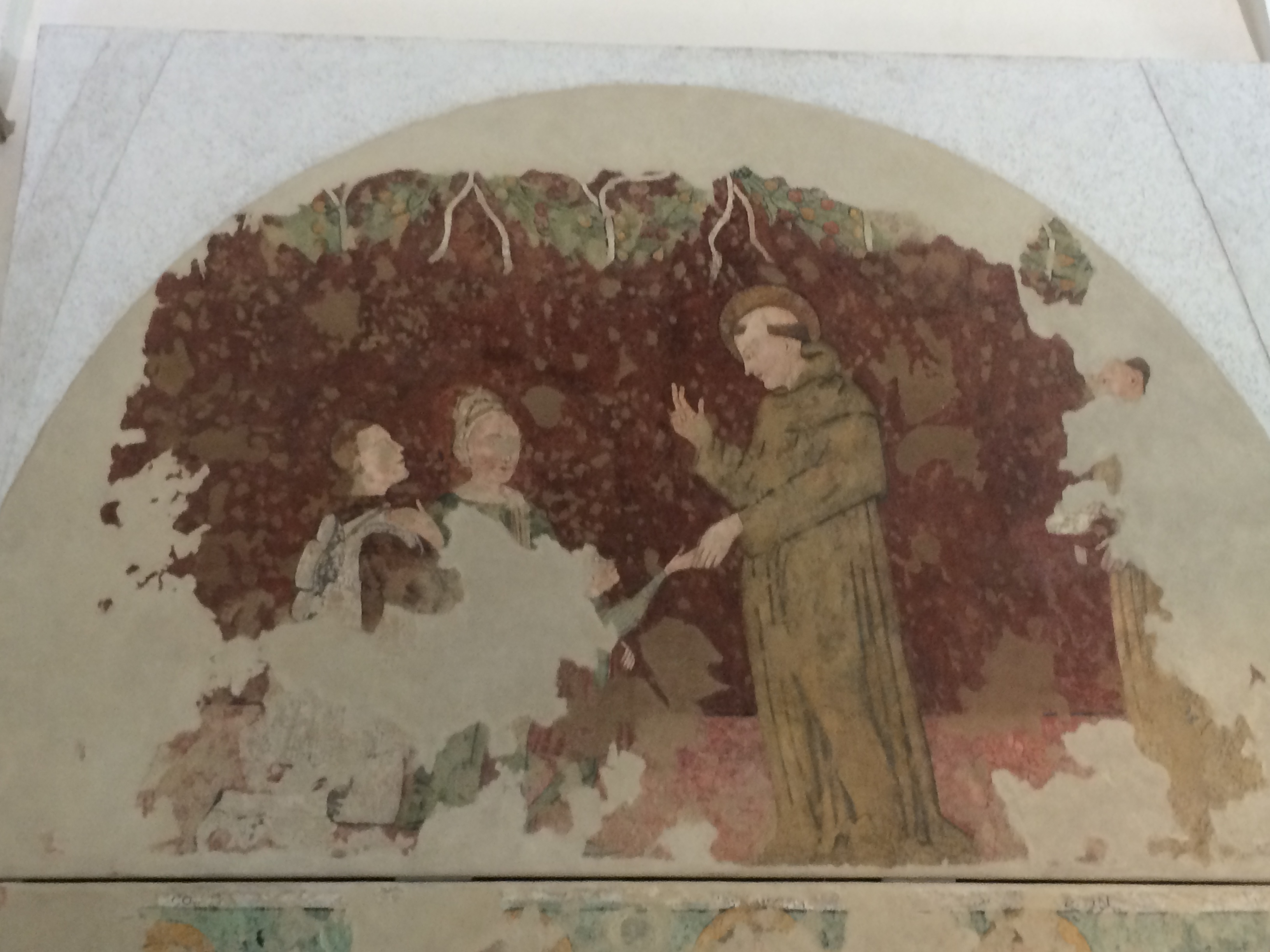
Affresco staccato conservato nella chiesa

Vi si conservano degli affreschi di Francesco India, detto il "Moro" o anche "Torbido", risalenti tutti al 1535. Di fattura posteriore sono invece gli altari laterali, risalenti alla seconda metà del Settecento, opera degli scultori udinesi Giovanni e Giuseppe Mattiussi. Della stessa epoca sono le varie statue che adornano la chiesa.

## Cronotassi degli abati

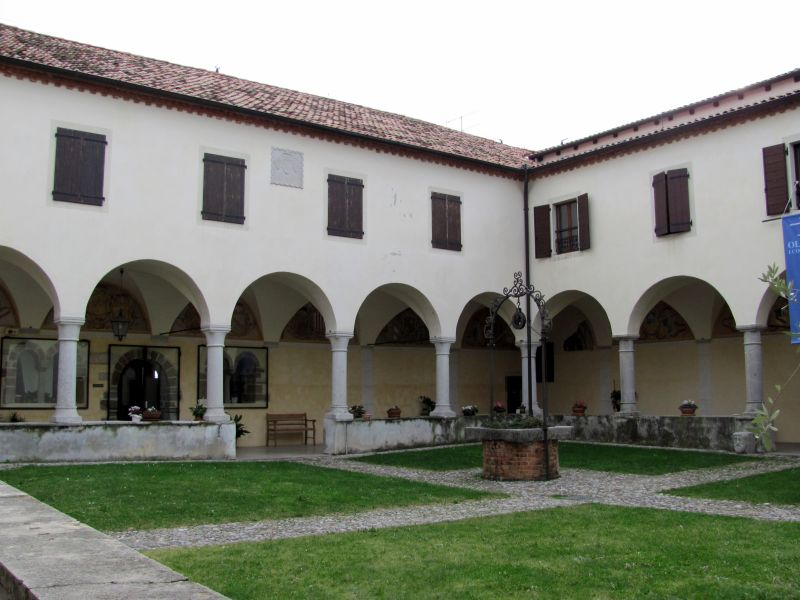
Il chiostro

L'elenco è parziale e basato sulle fonti disponibili:
- Benedettini
  - Geroldo di San Gallo (1085)
  - Gaudenzio (1120)
  - Arnisio (1135)
  - Rodolfo (1170)
  - Valco (1184)
  - Leonardo I (1214)
  - Corrado I di Manzano (1257)
  - Giovanni I di Cividale (1294)
  - Pertoldo (1310)
  - Corrado II di Manzano (1315)
  - Giovanni II (1319)
  - Giovanni III di Ossenaga (1320)
  - Giovanni IV di Attimis (1338)
  - Galliardo di Salignac (1348)
  - Deodato (1337)
  - Raimondo (1357)
  - Leonardo II (1363)
  - Carlo (1381)
  - Giacomo di Perosa (1385)
  - Pileo dei Conti di Prata (Commendatario) (1391)
  - Franceschino de Franceschini (1400)
  - Francescho Pitacoli (1403)
  - Stefano di Montegnacco (1406)
- Commendatari
  - Prospero Colonna (1423)
  - Antonio Panciera (1424)
  - Gabriele Condulmer (1430)
  - Marco Barbo (1448)
  - Pietro Dandolo (1475)
  - Domenico Grimani (1507)
  - Gian Matteo Giberti (1523)
  - Nicolò Grimani (1548)
  - Ranuccio Farnese (1558)
  - Alessandro Farnese (1577)
  - Bernardino de Cuppis (1584)
  - Cristoforo de Cuppis (1592)
  - Pietro Aldobrandini (1610)
  - Ludovico Ludovisi (1620)
  - Antonio Grimani (1623)
  - Antonio II Grimani (1630)
  - Vettor Grimani Calergi (1642)
  - Flavio Chigi (1656)
  - Giovanni Dolfin (1668)
  - Marco Dolfin (1700)
  - Dionisio Dolfin (1704)
  - Sandro dei Conti di Porcia (1734)
  - Angelo Maria Querini (1741)

Dal 1751 in poi, titolare abbaziale è l'arcivescovo di Udine a seguito della soppressione del patriarcato di Aquileia e dell'istituzione dell'arcidiocesi di Udine.